# Bathycolpodes subferrata
Bathycolpodes subferrata är en fjärilsart som beskrevs av Louis Beethoven Prout 1930. Bathycolpodes subferrata ingår i släktet Bathycolpodes och familjen mätare. Inga underarter finns listade i Catalogue of Life.